# DozoR City
DozoR City ( укр. Дозор Сіті ) – мобільний застосунок для онлайн відстеження громадського транспорту в Україні, розроблений ТОВ «Дозор Україна».
2012 року у рамках загальноміської програми «Диспетчерський контроль пасажирських перевезень» міста Коростень вперше запрацювала система GPS- моніторингу роботи автобусів на міських маршрутах.
У 2016 році у Коростені було презентовано вебсайт для моніторингу громадського транспорту в режимі онлайн під час реалізації програми «Диспетчерський контроль пасажирських перевезень на 2011-2016 роки».
У 2016 році «DozoR City» презентувала у місті Житомирі компанія «Автоімідж». Цього ж року систему впровадили у місті Рівне.
З 2017 року згідно з розпорядженням голови Житомирської ОДА, перевізники приміських маршрутів встановили GPS-трекери. У додатку з’явилася функція відстеження приміського громадського транспорту онлайн.
У 2017 році було розроблено окремий вебсайт «Моніторинг комунального транспорту» для відстеження роботи комунальної техніки у місті Житомир.
У листопаді 2017 року виконавцем послуг з впровадження єдиної міської системи диспетчеризації та супутникового моніторингу пасажирського транспорту загального користування у місті Ковелі визначили переможцем ТОВ «Дозор Україна» на п’ять років, що є правонаступником приватного підприємства «Автоімідж». Відтоді ковельський міський транспорт почав відображатися у застосунку.
У період з 2017 - 2021 рр. у додатку з'явилися такі міста як Хмельницький, Чортків Запоріжжя, Покровськ, Черкаси, Олександрія,  Біла Церква, Кам'янське, Коломия, Вараш, Івано- Франківськ.
Наприкінці 2022 року «DozoR City» з'явився у Слов'янську. У 2023 році «DozoR City» запустили у Звягелі та Павлограді.
Зараз додатком «DozoR City» користуються вже понад 100 000 українців, він абсолютно безкоштовний.

### Відключення «DozoR City» у Запоріжжі
Відключення мобільного додатку «Dozor City» у Запоріжжі відбулось на виконання постанови Кабінету Міністрів України від 12.03.2022 №263 «Деякі питання забезпечення функціонування інформаційно-комунікаційних систем, електронних комунікаційних систем, публічних електронних реєстрів в умовах воєнного стану».
Згідно з цією Постановою на період воєнного стану було зупинено та обмежено роботу інформаційних, інформаційно-комунікаційних систем, електронних комунікаційних систем, публічних електронних реєстрів. Сюди відноситься і Запоріжжя, адже згідно з наказом вказаного міністерства №309 від 22.12.2022 «Про затвердження Переліку територій, на яких ведуться (велися) бойові дії або тимчасово окупованих російською федерацією» вся територія Запорізького району, до якого входить і Запоріжжя, віднесена до території можливих бойових дій.